# Wadvissen of zandduikers
Wadvissen of zandduikers (Trichonotidae) zijn een familie van straalvinnige vissen uit de orde van Baarsachtigen (Perciformes).

## Geslacht
- Trichonotus Bloch & Schneider, 1801